# 迪特默 (密蘇里州)
迪特默（英語：Dittmer）是位於美國密蘇里州傑佛遜縣的非建制地區。

## 歷史
迪特默的郵局自1870年營運至今。

## 地理
迪特默所處的海拔為高於海平面207米（即679英呎），而該地所採用的時區為UTC-6，即北美中部時區（CST）。同時該地設有夏令時間，為UTC-6調快一小時，即UTC-5（CDT）。